# Pentium III-M

Logo del Pentium III-M

Il Pentium III-M è stato il quarto processore Intel pensato per l'utilizzo nei computer portatili e venne presentato nel corso del 2000 come successore del Mobile Pentium II PE. A quei tempi le CPU utilizzate nei sistemi mobile non erano ancora specificatamente progettate per questo scopo (cosa che è avvenuta solo a partire dal 2003 con il Pentium M) ma si limitavano ad alcuni affinamenti progettuali delle versioni desktop (in questo caso il Pentium III) al fine di ridurne il consumo e poter quindi contribuire al contenimento dei consumi e quindi alla maggior durata delle batterie utilizzate in questo tipo di sistemi.

## Caratteristiche tecniche
Gli unici modelli di Pentium III-M erano tutti basati su una specifica variante del core Tualatin alla base anche dell'ultima generazione del processore desktop Pentium III. Il processo produttivo era, per la prima volta, quello a 130 nm ed essendo basato sull'architettura del Pentium III era dotato anche delle istruzioni SSE. Per la prima volta la versione pensata per l'utilizzo nei sistemi mobile introduceva anche una specifica novità al suo interno individuata nella prima generazione della tecnologia di risparmio energetico SpeedStep, ovvero quella tecnologia che consentiva di variare dinamicamente il clock di esercizio della CPU, abbassandolo quando non era necessaria tutta la potenza elaborativa, con la conseguente diminuzione dei consumi; la tecnologia SpeedStep ebbe poi molto successo nei processori Intel e gradualmente venne introdotta in tutti i prodotti successivi, non solo quelli pensati per il settore mobile.

## Pentium III-M: progenitore del Pentium M
Lo sviluppo dell'architettura alla base del Pentium III-M non si interruppe con la fine della sua commercializzazione; venne infatti utilizzato come base per lo sviluppo dell'architettura del primo Pentium M Banias (il processore alla base della prima generazione della piattaforma Centrino, conosciuta come Carmel) sviluppato dai centri di ricerca di Intel situati ad Haifa in Israele. Qui infatti nel 2001 era stato praticamente completato il progetto di Timna, una CPU rivoluzionaria per i tempi con un doppio controller integrato, sia per la memoria RAM, sia per la scheda video; a questo punto, però Intel fu costretta, per questioni commerciali a interromperne lo sviluppo, per passare a quello di un processore specificatamente pensato per l'ambito "mobile", quello che poi sarebbe appunto diventato il primo Pentium M Banias.
Avendo come riferimento i Pentium III-M e i Pentium 4 Willamette, gli ingegneri decisero di creare una sorta di processore "ibrido", quello che venne chiamato "Un Pentium III con il BUS del Pentium 4", in modo da poter sfruttare i vantaggi di ciascun "genitore".
L'idea di fondo della tecnologia SpeedStep aveva ampiamente dimostrato il proprio valore, e non a caso anche AMD introdusse una tecnologia simile e la chiamò PowerNow! (e poi successivamente con gli Athlon 64 Cool & Quiet). Sviluppi successivi a tale tecnologia portarono alla cosiddetta evoluzione "EIST" (Enhanced Intel SpeedStep Technology) che era in grado di variare dinamicamente anche il voltaggio di alimentazione della CPU, e inoltre venne aumentato il numero di volte al secondo in cui veniva controllato il reale utilizzo del processore per adeguare in maniera migliore clock e voltaggio.
Tali revisioni portarono gradualmente proprio al Pentium M che portava con sé un numero tale di migliorie tecniche che gli permisero di diventare un punto di riferimento nell'ambito dei processori mobile.

## Modelli
La tabella seguente mostra i modelli di Pentium III-M arrivati sul mercato. Di seguito una legenda dei termini (alcuni abbreviati) usati per l'intestazione delle colonne. Nella tabella non sono riportati i processori Low Voltage e Ultra Low Voltage:
- Nome Commerciale: si intende il nome con cui è stato immesso in commercio quel particolare esemplare.
- Data: si intende la data di immissione sul mercato di quel particolare esemplare.
- Socket: lo zoccolo della scheda madre in cui viene inserito il processore. In questo caso il numero rappresenta oltre al nome anche il numero dei pin di contatto.
- Clock: la frequenza di funzionamento del processore.
- Molt.: sta per "Moltiplicatore" ovvero il fattore di moltiplicazione per il quale bisogna moltiplicare la frequenza di bus per ottenere la frequenza del processore.
- Pr.Prod.: sta per "Processo produttivo" e indica tipicamente la dimensione dei gate dei transistors (180 nm, 130 nm, 90 nm) e il numero di transistor integrati nel processore espresso in milioni.
- Voltag.: sta per "Voltaggio" e indica la tensione di alimentazione del processore.
- Watt: si intende il consumo massimo di quel particolare esemplare.
- Bus: frequenza del bus di sistema.
- Cache: dimensione delle cache di 1º e 2º livello.
- XD: sta per "XD-bit" e indica l'implementazione della tecnologia di sicurezza che evita l'esecuzione di codice malevolo sul computer.
- 64: sta per "EM64T" e indica l'implementazione della tecnologia a 64 bit di Intel.
- HT: sta per "Hyper-Threading" e indica l'implementazione della esclusiva tecnologia Intel che consente al sistema operativo di vedere 2 core logici.
- ST: sta per "SpeedStep Technology" ovvero la tecnologia di risparmio energetico sviluppata da Intel.
- VT: sta per "Vanderpool Technology", la tecnologia di virtualizzazione che rende possibile l'esecuzione simultanea di più sistemi operativi differenti contemporaneamente.
- Core: si intende il nome in codice del progetto alla base di quel particolare esemplare.

| Nome Commerciale       | Data | Socket                | Clock    | Molt. | Pr.Prod.       | Voltag.      | Watt      | Bus     | Cache            | XD | 64 | HT | ST | VT | Core     |
| ---------------------- | ---- | --------------------- | -------- | ----- | -------------- | ------------ | --------- | ------- | ---------------- | -- | -- | -- | -- | -- | -------- |
| Pentium III-M 866 MHz  | N.D. | 479 BGA Micro-PGA 478 | 866 MHz  | 6,5x  | 130 nm 44 mil. | 1,4 V 1,15 V | 28 W 11 W | 133 MHz | L1=32KB L2=512KB | No | No | No | Sì | No | Tualatin |
| Pentium III-M 933 MHz  | N.D. | 479 BGA Micro-PGA 478 | 933 MHz  | 7x    | 130 nm 44 mil. | 1,4 V 1,15 V | 28 W 11 W | 133 MHz | L1=32KB L2=512KB | No | No | No | Sì | No | Tualatin |
| Pentium III-M 1 GHz    | N.D. | 479 BGA Micro-PGA 478 | 1 GHz    | 7,5x  | 130 nm 44 mil. | 1,4 V 1,15 V | 28 W 11 W | 133 MHz | L1=32KB L2=512KB | No | No | No | Sì | No | Tualatin |
| Pentium III-M 1,06 GHz | N.D. | 479 BGA Micro-PGA 478 | 1,06 GHz | 8x    | 130 nm 44 mil. | 1,4 V 1,15 V | 28 W 11 W | 133 MHz | L1=32KB L2=512KB | No | No | No | Sì | No | Tualatin |
| Pentium III-M 1,13 GHz | N.D. | 479 BGA Micro-PGA 478 | 1,13 GHz | 8,5x  | 130 nm 44 mil. | 1,4 V 1,15 V | 28 W 11 W | 133 MHz | L1=32KB L2=512KB | No | No | No | Sì | No | Tualatin |
| Pentium III-M 1,2 GHz  | N.D. | 479 BGA Micro-PGA 478 | 1,2 GHz  | 9x    | 130 nm 44 mil. | 1,4 V 1,15 V | 28 W 11 W | 133 MHz | L1=32KB L2=512KB | No | No | No | Sì | No | Tualatin |
| Pentium III-M 1,26 GHz | N.D. | 479 BGA Micro-PGA 478 | 1,26 GHz | 9,5x  | 130 nm 44 mil. | 1,4 V 1,15 V | 28 W 11 W | 133 MHz | L1=32KB L2=512KB | No | No | No | Sì | No | Tualatin |
| Pentium III-M 1,33 GHz | N.D. | 479 BGA Micro-PGA 478 | 1,33 GHz | 10x   | 130 nm 44 mil. | 1,4 V 1,15 V | 28 W 11 W | 133 MHz | L1=32KB L2=512KB | No | No | No | Sì | No | Tualatin |

## Il successore
Il Pentium III-M fu l'unico processore mobile derivato direttamente dal Pentium III; successivamente infatti Intel presentò il Pentium 4-M, derivato dalla seconda generazione del Pentium 4 e conosciuta come Northwood, sempre aggiungendo la tecnologia SpeedStep, ma la storia evidenziò poi come la scelta migliore in ambito mobile sarebbe stata un'altra.
Secondo alcuni analisti il Pentium III-M venne abbandonato anche perché era una concorrenza troppo pericolosa per il Pentium 4; alcuni test indipendenti mostrarono che tale processore poteva salire molto in overclock (fino anche a 3,75 GHz di picco) e le prestazioni di un modello a 1 GHz erano paragonabili a quelle di un Pentium 4 da ben 1,4 GHz. Sembra che tecnicamente Intel avrebbe anche potuto presentare modelli da ben 2,26 GHz